# Polycystisk ovariesyndrom
Polycystisk ovariesyndrom (forkortet PCOS) er en hyppigt forekommende hormonel forstyrrelse, der ses hos 5-10 % af kvinder i den fødedygtige alder.
PCOS har tre hovedkarakteristika, hvoraf kun to skal være opfyldt for at stille diagnosen. De tre karakteristika er: Uregelmæssige menstruationer, forhøjet mandligt kønshormon (testosteron) og/eller mandlig hårvækst (hirsutisme) og cystedannelser i æggestokkene. Følgerne heraf kan bl.a. være overvægt, et mere maskulint udseende og nedsat fertilitet. Store smerter i underlivet, som normalt ville blive kaldt menstruationssmerter, er normale under PCOS.
Ca. 15-50 % af patienterne med sygdommen idiopatisk intrakraniel hypertension (IIH) har diagnosen PCOS, men patienter med IIH har ofte en andrometabolisk tilstand, som adskiller sig fra PCOS og 'almindelig' overvægt. Derudover har et svensk studie påvist, at kvinder med PCOS har en 50 % øget risiko for psykiske sygdomme som depression, skizofreni og autisme. Forskerne bag undersøgelsen mener, at den øgede risiko er knyttet til det forhøjede indhold af mandligt kønshormon.
Der findes ingen medicinsk kur imod PCOS, men tilstanden kan symptombehandles.
Højt insulinniveau (hyperinsulinæmi) mistænkes at være en af årsagerne til, at kvinder udvikler PCOS. Af den grund anbefales typisk markante kostændringer i form af nedskæring af mængden af kulhydrater efter diagnosticering med PCOS.